# Аарон Мак-Інтош
Аарон Мак-Інтош (англ. Aaron McIntosh, 7 січня 1972) — новозеландський яхтсмен.
Бронзовий призер Олімпійських Ігор 2000 року на вітрильних дошках.